# Manuel Marrero Cruz
Manuel Marrero Cruz (nascut l'11 de juliol de 1963) és un polític cubà que exerceix actualment com a primer ministre de Cuba, i el primer des que Cuba va ressuscitar el càrrec de primer ministre el desembre de 2019 després de l'abolició de 43 anys del càrrec des del 1976 fins al 2019.
L'últim primer ministre abans de l'abolició el 1976 va ser Fidel Castro. Marrero és la primera persona que va ocupar el càrrec de primer ministre de Cuba en 43 anys. Membre del Partit Comunista de Cuba, va ser durant molt de temps ministre de Turisme del país des de 2004 fins al seu nomenament al càrrec de primer ministre el desembre de 2019. Durant el seu mandat com a ministre de Turisme, el turisme cubà va ser testimoni d'una enorme resiliència. Marrero és arquitecte i va treballar a Gaviota, el braç turístic de l'exèrcit cubà, on també ocupava el rang de coronel.
Després del referèndum constitucional cubà del 2019, el càrrec de primer ministre de Cuba es va restablir per primera vegada des que Fidel Castro el va ocupar per última vegada el 1976. El president Miguel Díaz-Canel va nomenar formalment Marrero per ocupar el càrrec de primer ministre, i el seu nomenament com a primer ministre va ser ratificat per unanimitat per 594 diputats de l'Assemblea Nacional. El límit de mandat per als primers ministres segons la nova constitució cubana és de cinc anys.